# 神水閣
神水閣位於四川省樂山市峨眉山市，文物遺址年代判定為清。2012年7月16日公佈為第八批四川省文物保護單位。
神水閣位於四川省樂山市峨眉山市黃灣鄉大峨村4組，峨眉山風景區皇帽峰下大峨寺前，坐南向北。創建於隋唐，重建於清代。民國25年（1936）僧普智增修。1987年進行了大型維修。原為明代安慶巡撫吳用先舊居，取名“水竹居”，後改宅為寺，名“神水庵”，清乾隆時更名神水閣。神水閣占地面積2660平方公尺，建築面積1500平方公尺。整體建築為木結構，復四合院組合。殿字三重，依地勢逐級升高，由彌勒殿、大雄寶殿和觀音殿組成，兩側為廂房、五觀堂等建築。1986年，神水閣被樂山市人民政府公佈為市級文物保護單位。